# Saison 2014 de l'équipe cycliste MTN-Qhubeka

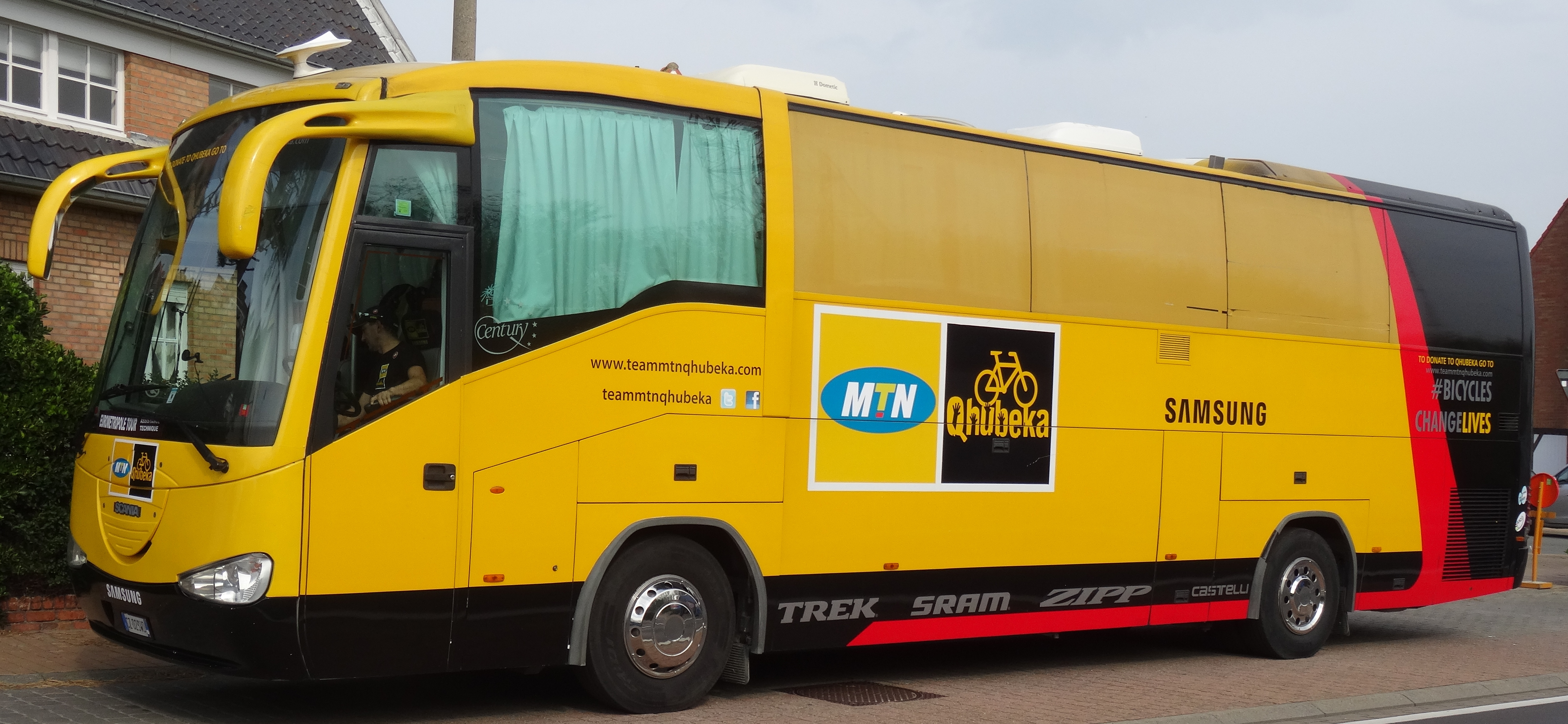
Le bus lors de la 3e étape de l'Eurométropole Tour 2014 à Middelkerke.

La saison 2014 de l'équipe cycliste MTN-Qhubeka est la dix-huitième de cette équipe depuis sa création en 1997, et la deuxième avec le statut d'équipe continentale professionnelle. Elle est dirigée par son fondateur, Douglas Ryder.

## Préparation de la saison 2014

### Arrivées et départs
| Arrivées             | Équipe 2013     |
| -------------------- | --------------- |
| John-Lee Augustyn    |                 |
| Linus Gerdemann      |                 |
| Merhawi Kudus        | Centre mondial  |
| Daniel Teklehaimanot | Orica-GreenEDGE |

| Départs | Équipe 2015 |
| ------- | ----------- |
| Aucun   |             |

## Coureurs et encadrement technique

### Effectif

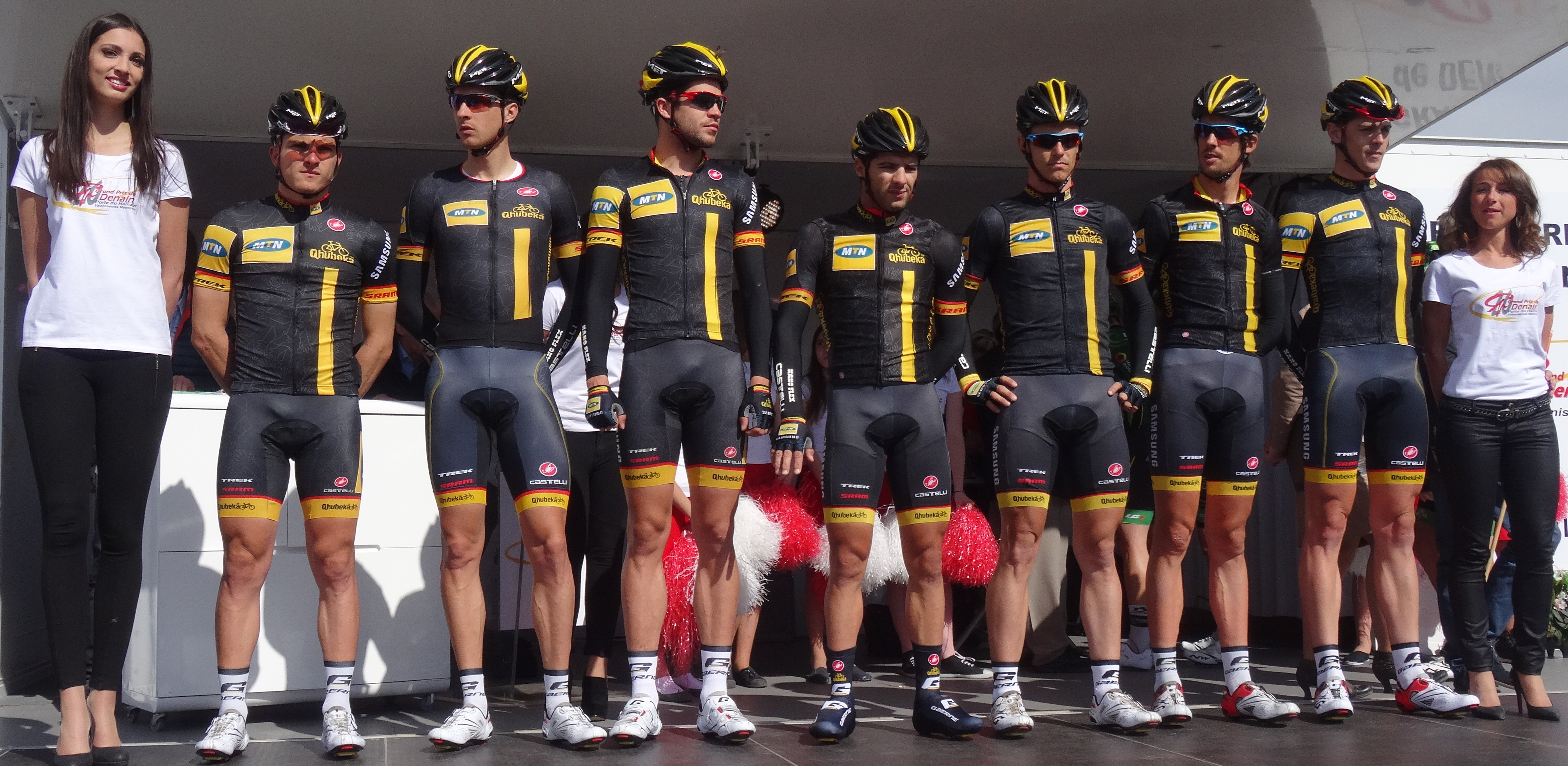
Kristian Sbaragli, Ignatas Konovalovas, Andreas Stauff, Youcef Reguigui, Linus Gerdemann, Jacobus Venter et Bradley Potgieter lors du Grand Prix de Denain 2014.

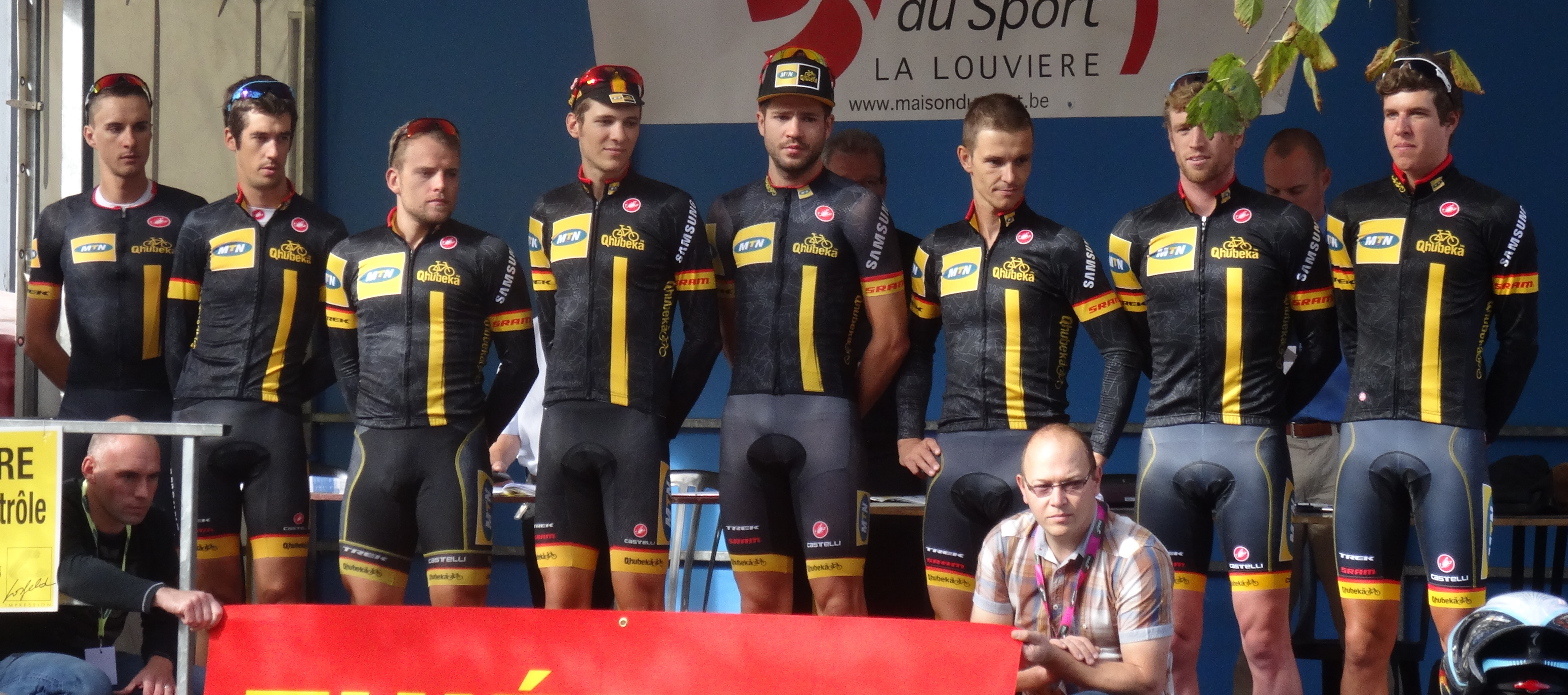
L'équipe lors du départ de la 1re étape de l'Eurométropole Tour à La Louvière.

| Cycliste                   | Date de naissance | Nationalité    | Équipe 2014     |
| -------------------------- | ----------------- | -------------- | --------------- |
| John-Lee Augustyn          | 10 août 1986      | Afrique du Sud |                 |
| Gerald Ciolek              | 19 septembre 1986 | Allemagne      | MTN-Qhubeka     |
| Fregalsi Debesay           | 10 juin 1986      | Érythrée       | MTN-Qhubeka     |
| Nicolas Dougall            | 21 novembre 1992  | Afrique du Sud | MTN-Qhubeka WCC |
| Linus Gerdemann            | 16 septembre 1982 | Allemagne      |                 |
| Tsgabu Grmay               | 25 août 1991      | Éthiopie       | MTN-Qhubeka     |
| Jacques Janse van Rensburg | 6 septembre 1987  | Afrique du Sud | MTN-Qhubeka     |
| Songezo Jim                | 17 septembre 1990 | Afrique du Sud | MTN-Qhubeka     |
| Ignatas Konovalovas        | 8 décembre 1985   | Lituanie       | MTN-Qhubeka     |
| Merhawi Kudus              | 23 janvier 1994   | Érythrée       | Centre mondial  |
| Louis Meintjes             | 21 février 1992   | Afrique du Sud | MTN-Qhubeka     |
| Adrien Niyonshuti          | 2 février 1987    | Rwanda         | MTN-Qhubeka     |
| Sergio Pardilla            | 16 janvier 1984   | Espagne        | MTN-Qhubeka     |
| Bradley Potgieter          | 11 mai 1989       | Afrique du Sud | MTN-Qhubeka     |
| Youcef Reguigui            | 9 janvier 1990    | Algérie        | MTN-Qhubeka     |
| Martin Reimer              | 14 juin 1987      | Allemagne      | MTN-Qhubeka     |
| Meron Russom               | 12 mars 1987      | Érythrée       | MTN-Qhubeka     |
| Kristian Sbaragli          | 8 mai 1990        | Italie         | MTN-Qhubeka     |
| Andreas Stauff             | 22 janvier 1987   | Allemagne      | MTN-Qhubeka     |
| Daniel Teklehaimanot       | 10 novembre 1988  | Érythrée       | Orica-GreenEDGE |
| Jani Tewelde               | 1er octobre 1990  | Érythrée       | MTN-Qhubeka     |
| Jay Robert Thomson         | 4 décembre 1986   | Afrique du Sud | MTN-Qhubeka     |
| Dennis van Niekerk         | 19 octobre 1984   | Afrique du Sud | MTN-Qhubeka     |
| Johann van Zyl             | 2 février 1991    | Afrique du Sud | MTN-Qhubeka     |
| Jacobus Venter             | 13 février 1987   | Afrique du Sud | MTN-Qhubeka     |
| Martin Wesemann            | 19 mars 1984      | Afrique du Sud | MTN-Qhubeka     |
| Stagiaire                  | Date de naissance | Nationalité    | Équipe 2014     |
| Karel Hník                 | 9 août 1991       | Tchéquie       | Etixx           |

Portraits
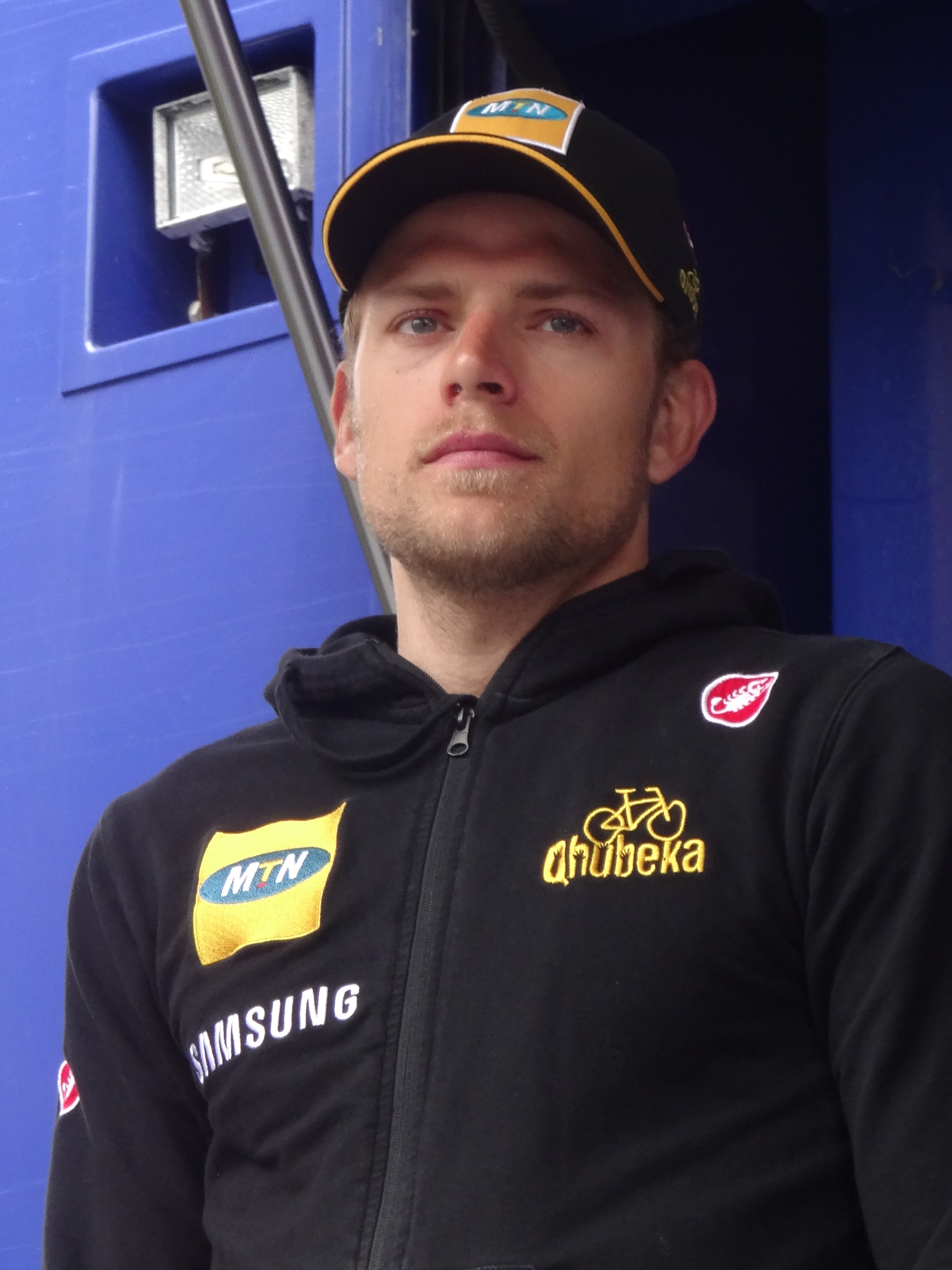
Gerald Ciolek.
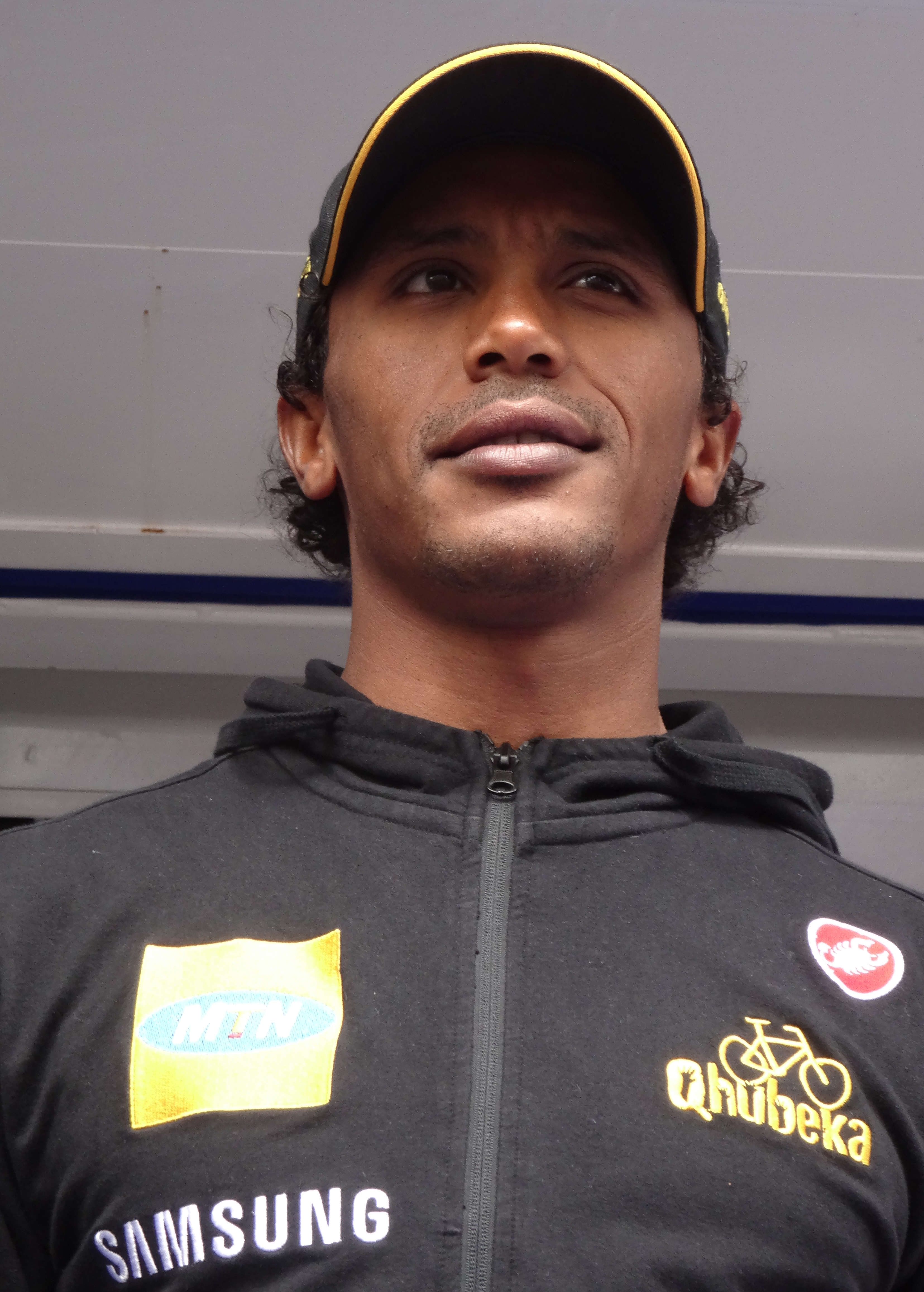
Fregalsi Debesay.
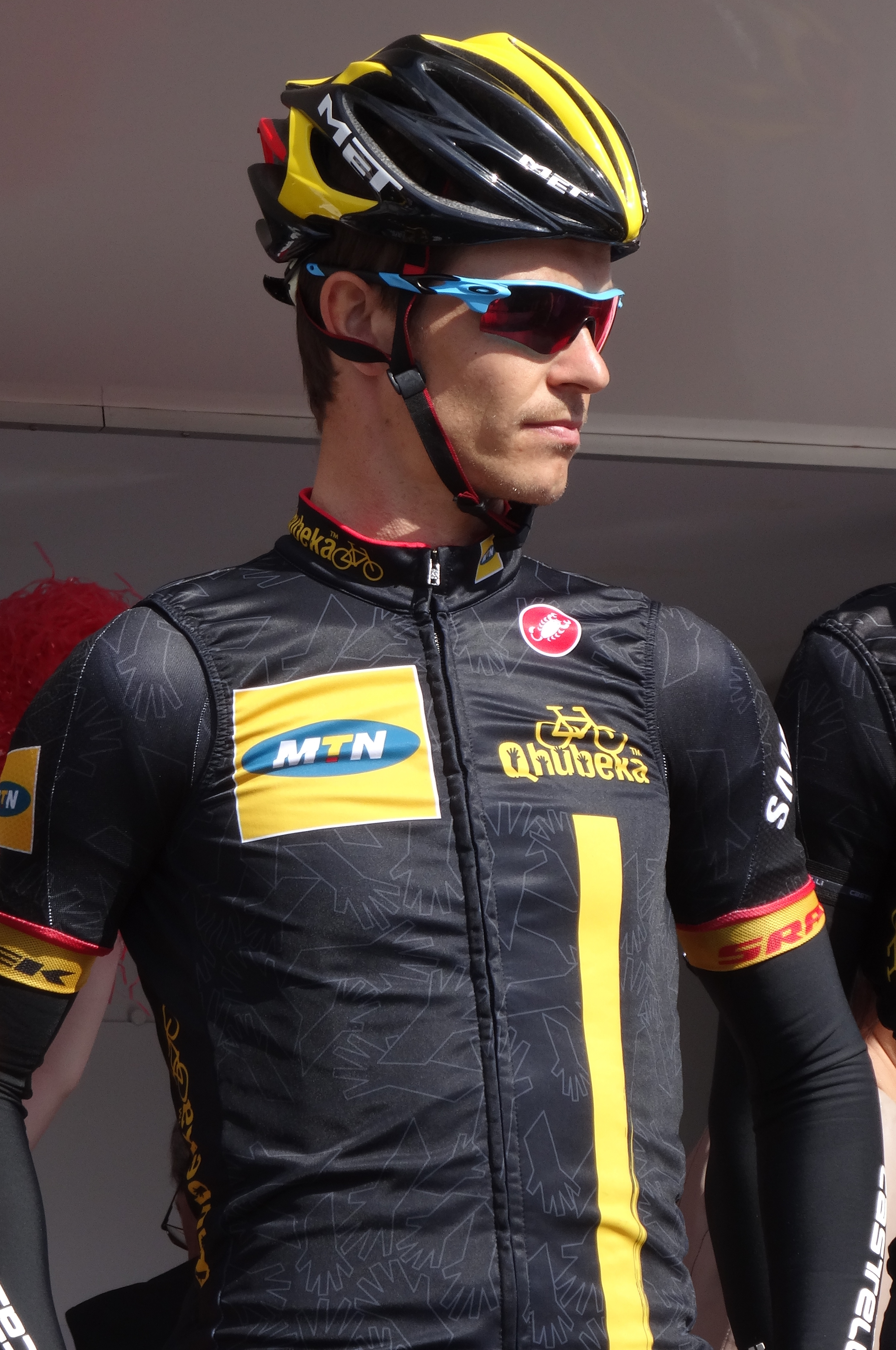
Linus Gerdemann.
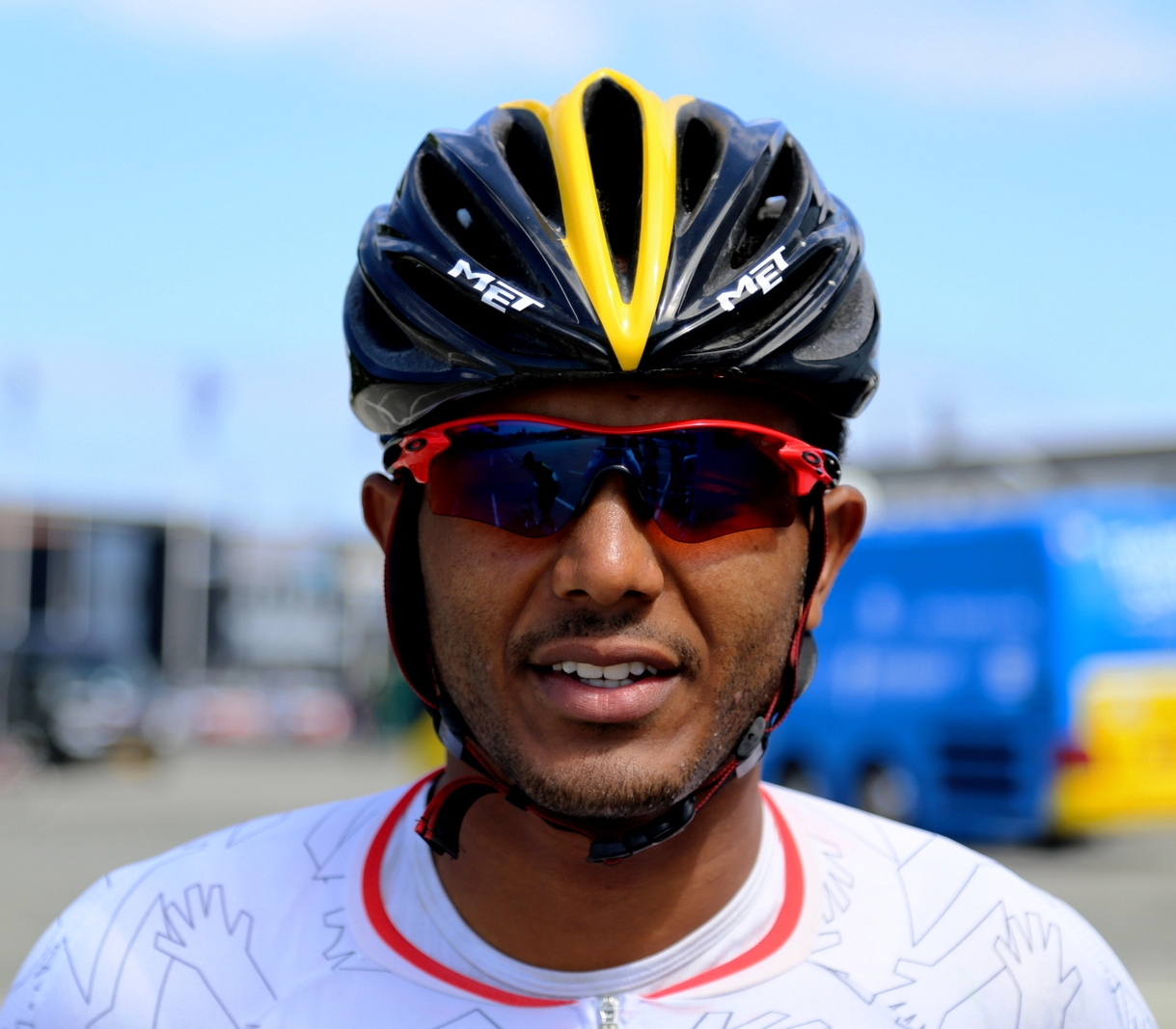
Tsgabu Grmay.
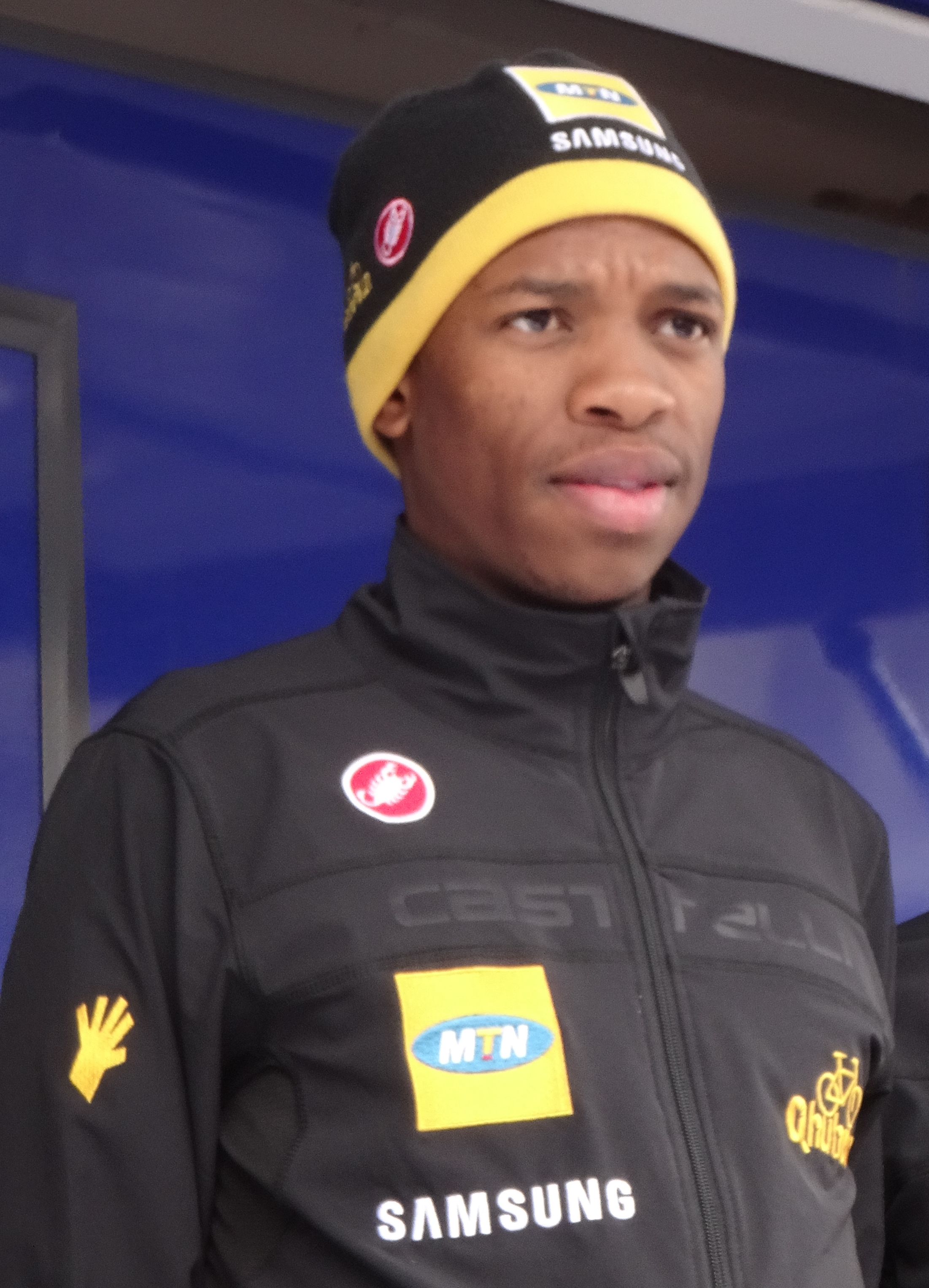
Songezo Jim.
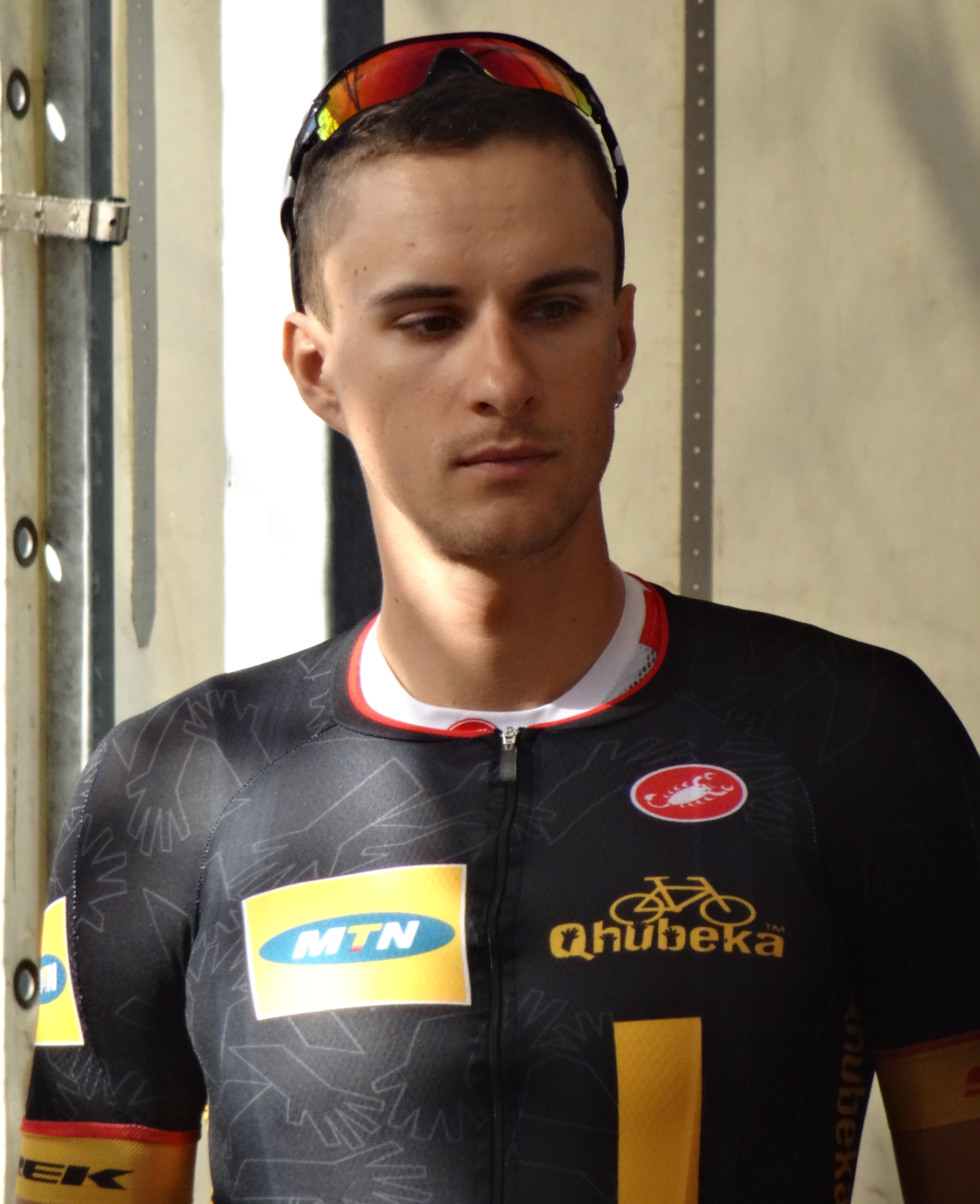
Ignatas Konovalovas.
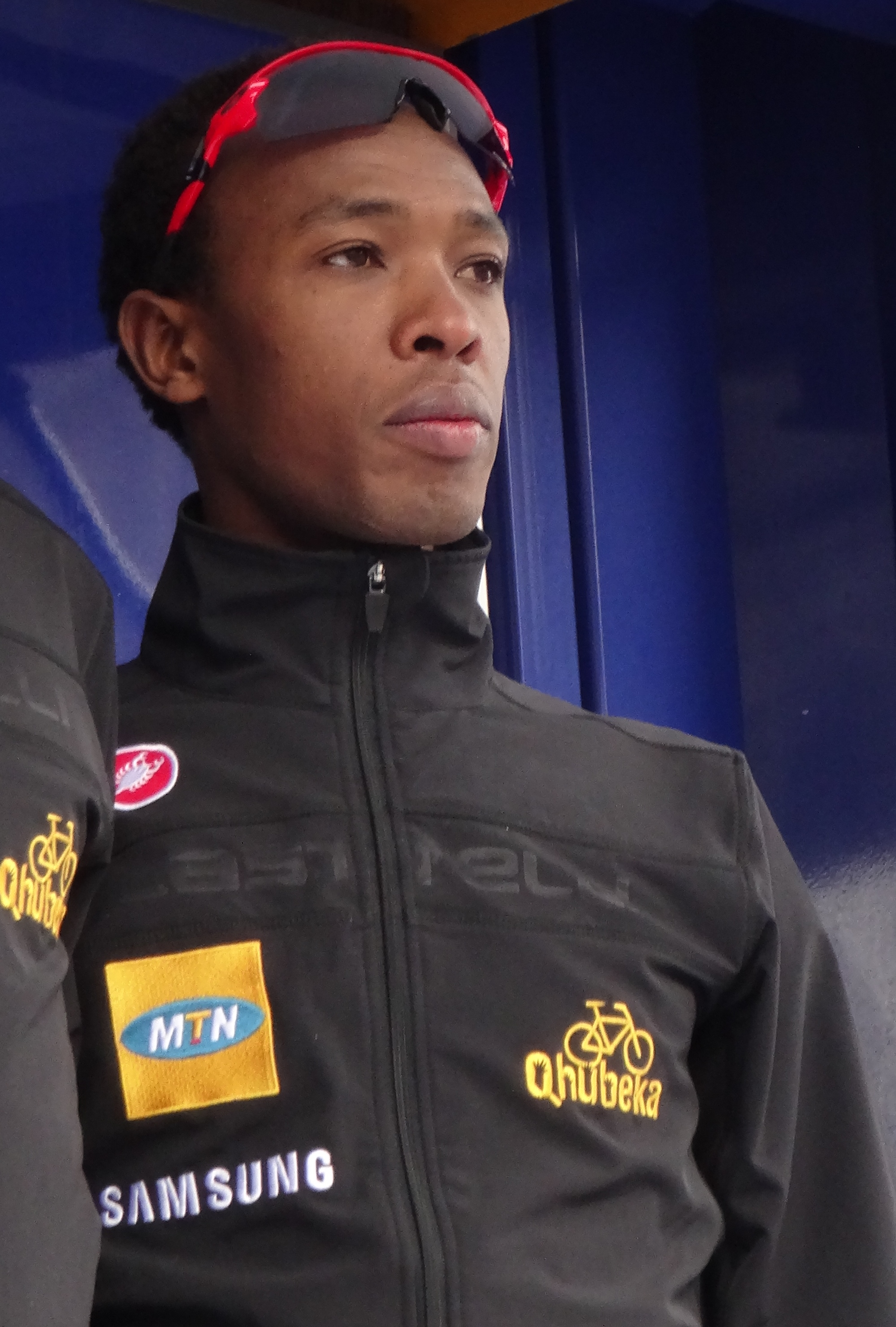
Adrien Niyonshuti.
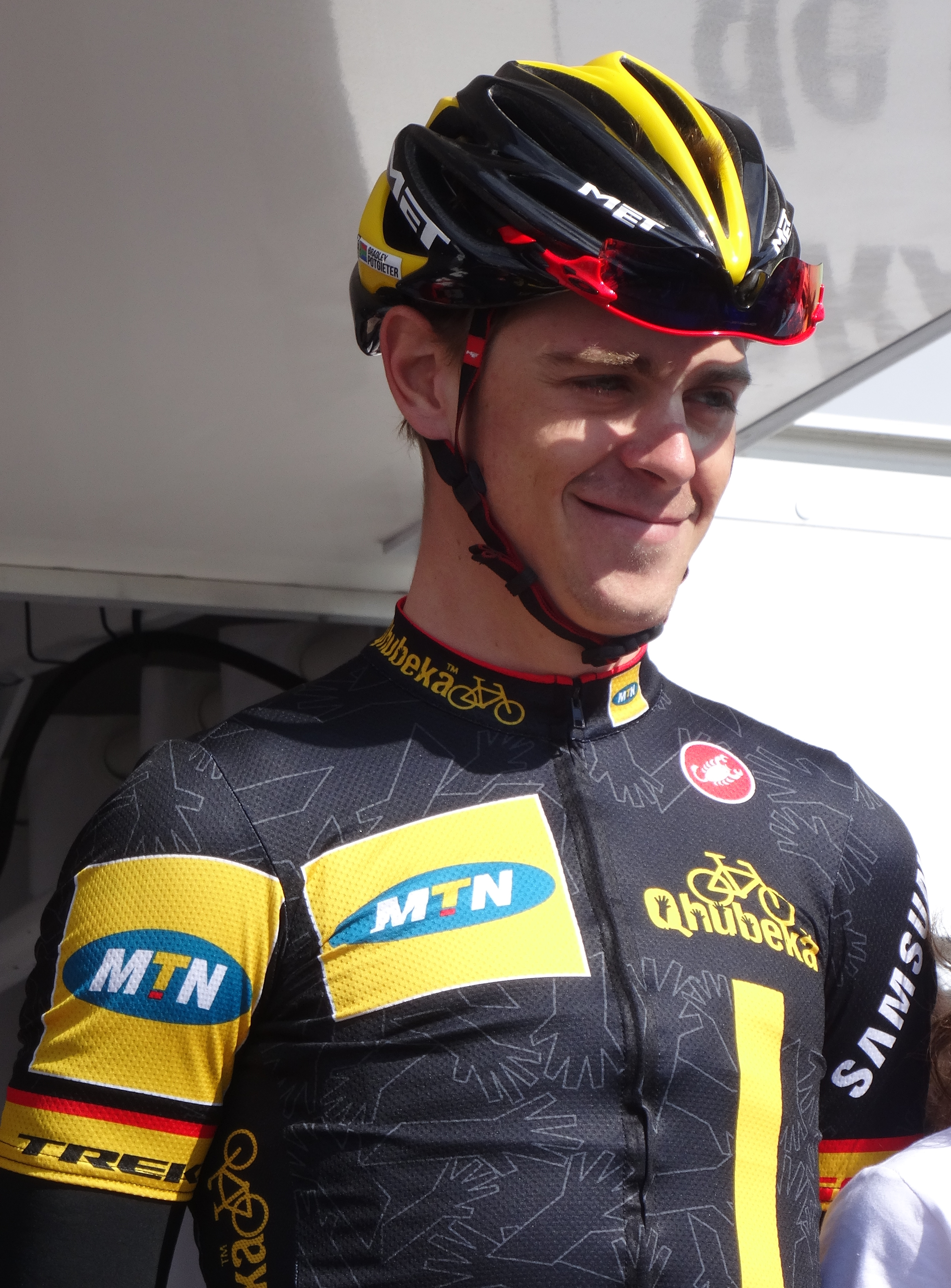
Bradley Potgieter.
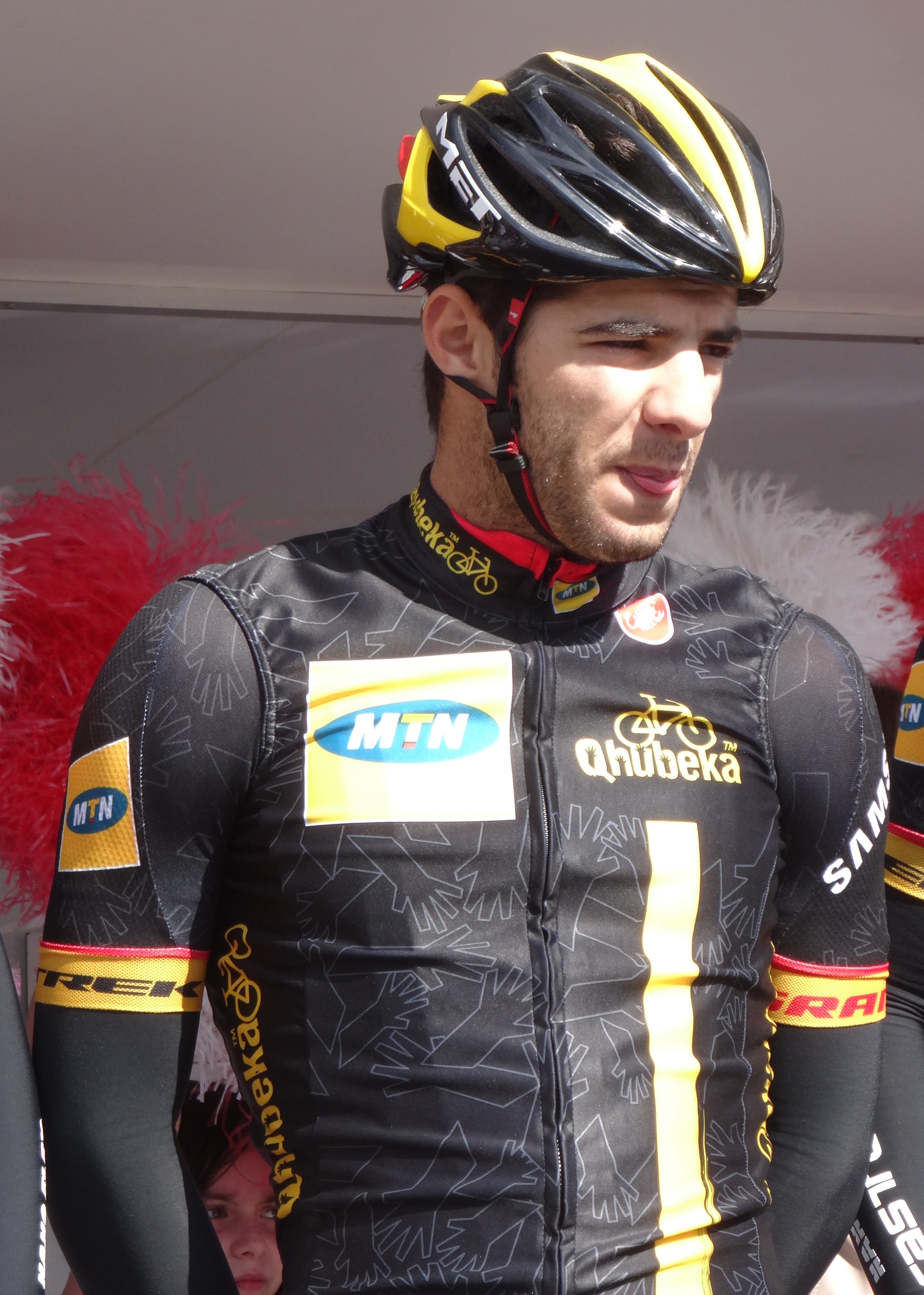
Youcef Reguigui.
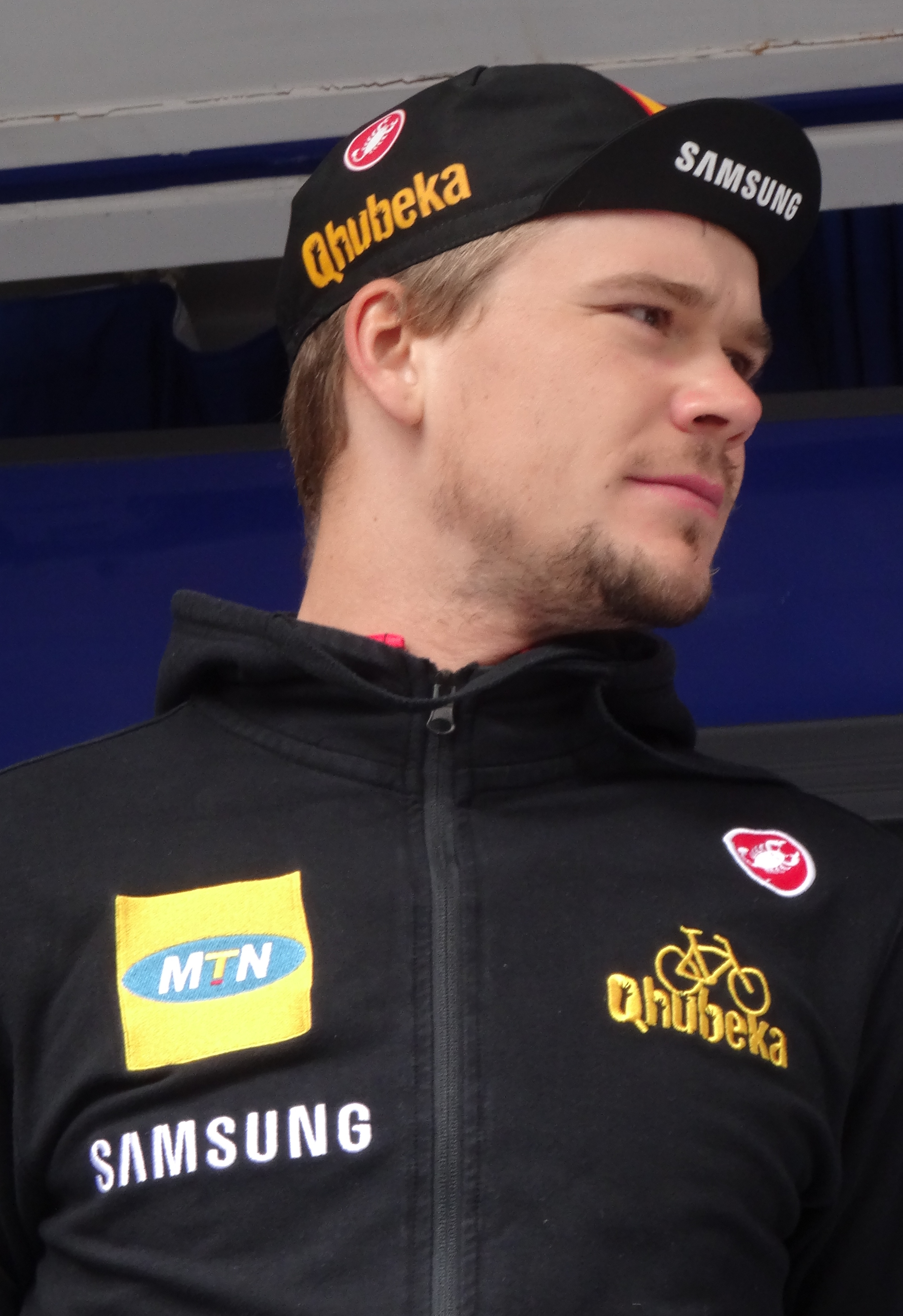
Martin Reimer.
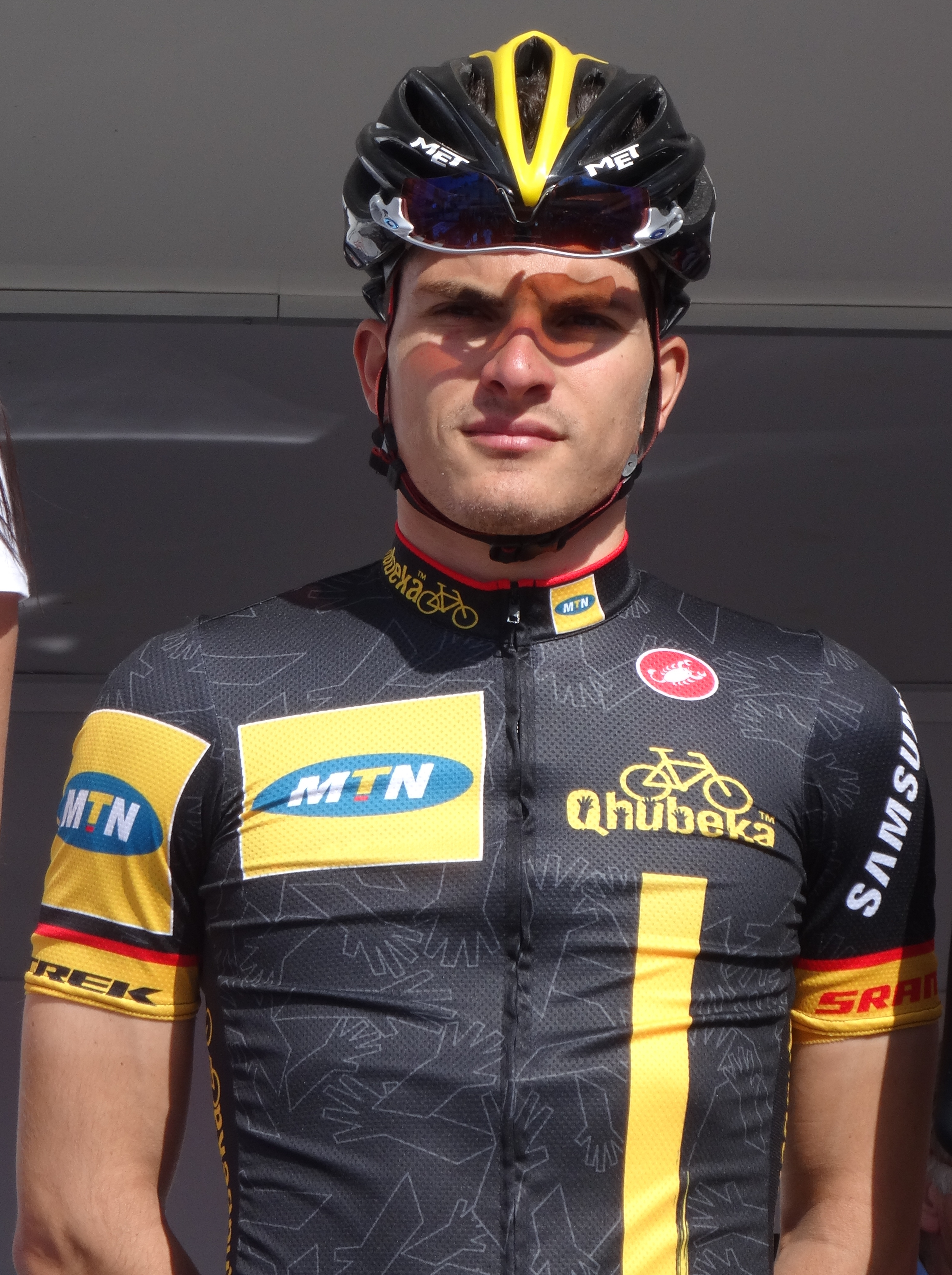
Kristian Sbaragli.
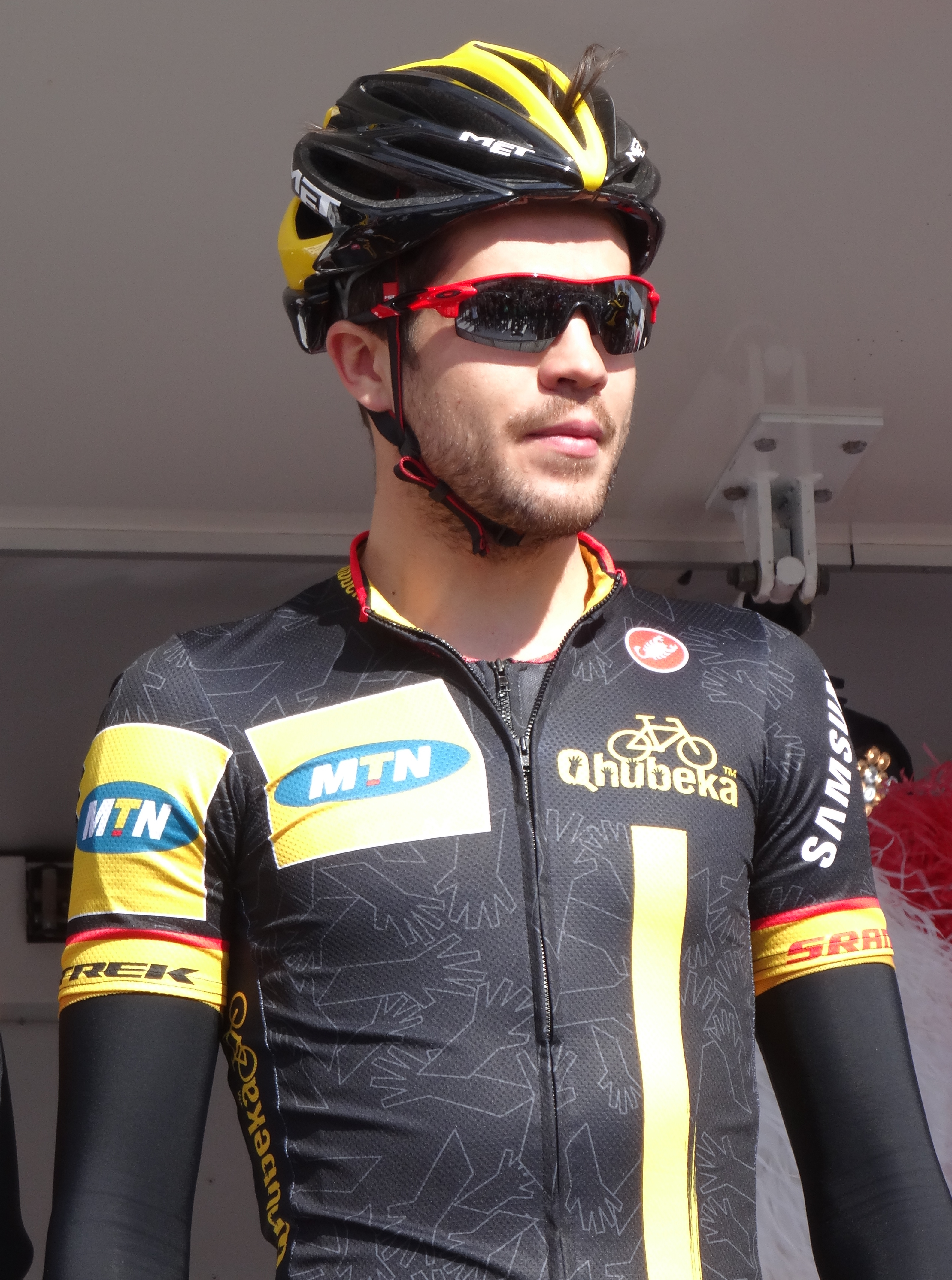
Andreas Stauff.
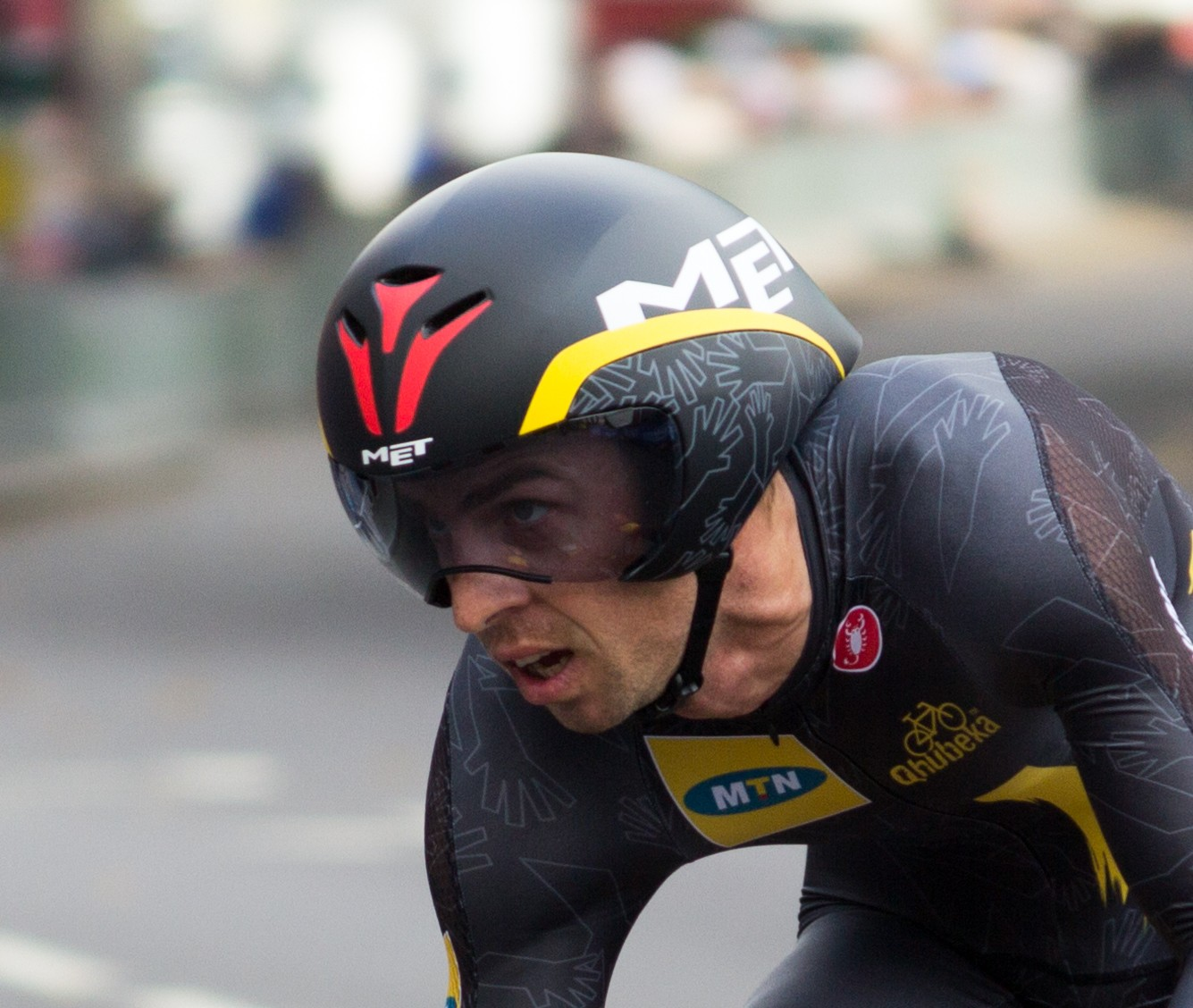
Dennis van Niekerk.
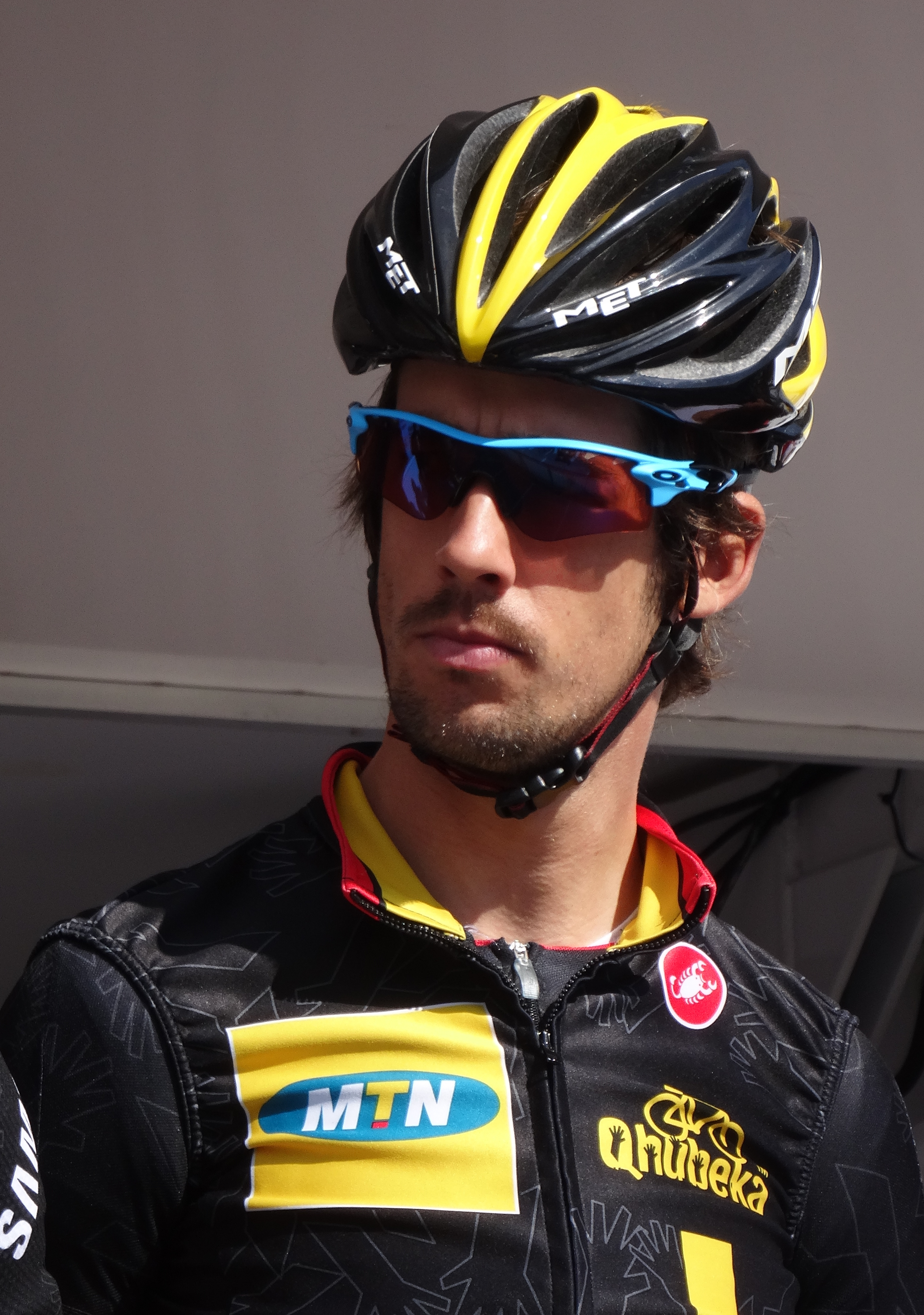
Jacobus Venter.
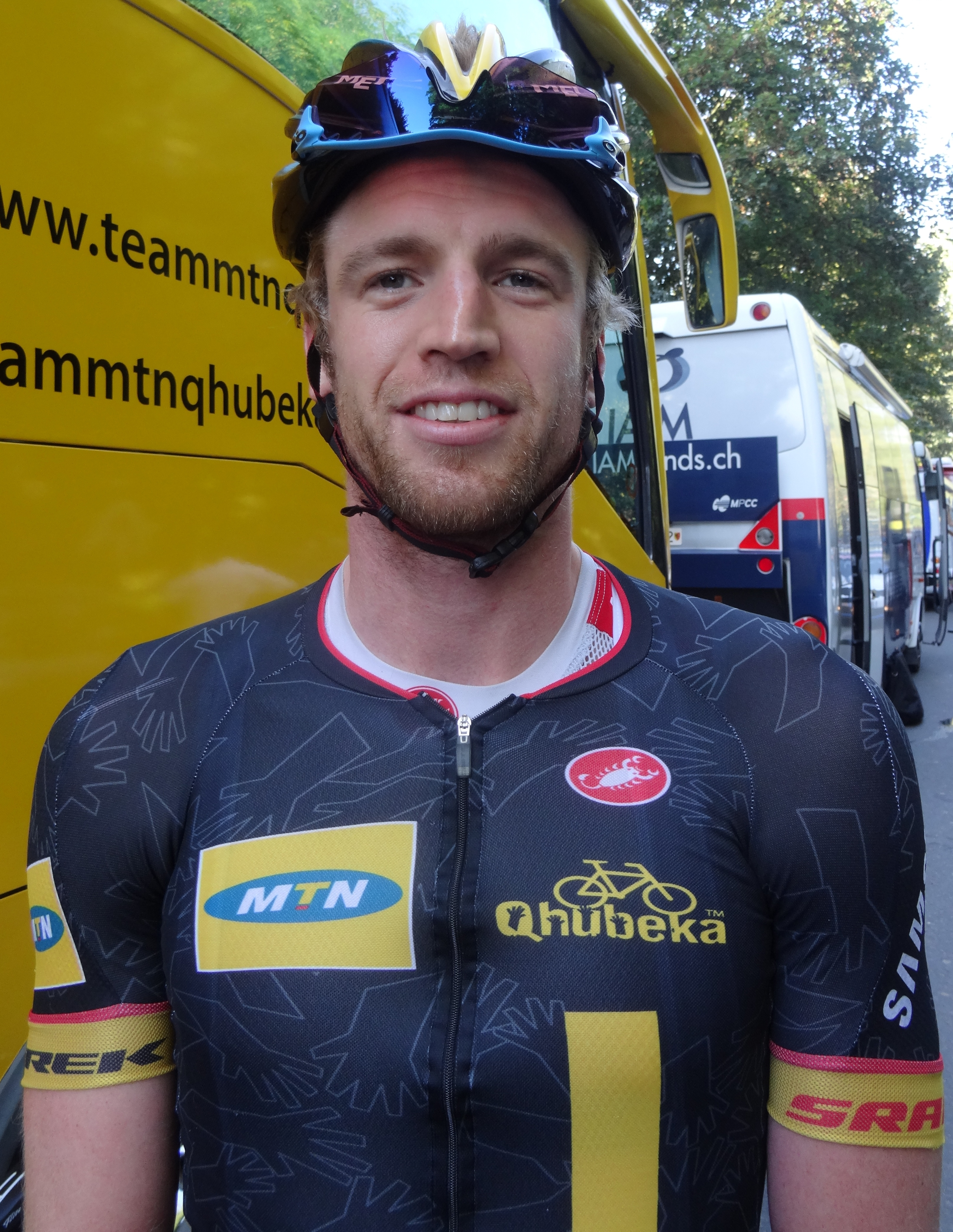
Martin Wesemann.

## Bilan de la saison

### Victoires
| Date       | Course                                                   | Pays           | Classe | Vainqueur                  |
| ---------- | -------------------------------------------------------- | -------------- | ------ | -------------------------- |
| 16/01/2014 | 4e étape de la Tropicale Amissa Bongo                    | Gabon          | 2.1    | Fregalsi Debesay           |
| 06/02/2014 | Championnat d'Afrique du Sud du contre-la-montre espoirs | Afrique du Sud | CN     | Louis Meintjes             |
| 09/02/2014 | Championnat d'Afrique du Sud sur route espoirs           | Afrique du Sud | CN     | Louis Meintjes             |
| 09/02/2014 | Championnat d'Afrique du Sud sur route                   | Afrique du Sud | CN     | Louis Meintjes             |
| 22/02/2014 | 3e étape du Tour d'Andalousie                            | Espagne        | 2.1    | Gerald Ciolek              |
| 09/04/2014 | 1re étape du Mzansi Tour                                 | Afrique du Sud | 2.2    | Jacques Janse van Rensburg |
| 10/04/2014 | 2e étape du Mzansi Tour                                  | Afrique du Sud | 2.2    | Louis Meintjes             |
| 12/04/2014 | Classement général du Mzansi Tour                        | Afrique du Sud | 2.2    | Jacques Janse van Rensburg |
| 09/05/2014 | 3e étape du Tour d'Azerbaïdjan                           | Azerbaïdjan    | 2.1    | Youcef Reguigui            |
| 10/05/2014 | 4e étape du Tour d'Azerbaïdjan                           | Azerbaïdjan    | 2.1    | Linus Gerdemann            |
| 25/06/2014 | Championnat d'Éthiopie du contre-la-montre               | Éthiopie       | CN     | Tsgabu Grmay               |
| 29/06/2014 | Championnat d'Éthiopie sur route                         | Éthiopie       | CN     | Tsgabu Grmay               |

### Résultats sur les courses majeures
Les tableaux suivants représentent les résultats de l'équipe dans les principales courses du calendrier international dans lesquelles l'équipe bénéficie d'une invitation (trois des cinq classiques majeures et le Tour d'Espagne). Pour chaque épreuve est indiqué le meilleur coureur de l'équipe, son classement ainsi que les accessits glanés par MTN-Qhubeka sur les courses de trois semaines.

#### Classiques
| Classique            | Milan-San Remo     | Tour des Flandres         | Paris-Roubaix | Liège-Bastogne-Liège  | Tour de Lombardie |
| -------------------- | ------------------ | ------------------------- | ------------- | --------------------- | ----------------- |
| Coureur (classement) | Gerald Ciolek (9e) | Ignatas Konovalovas (29e) | Non invitée   | Sergio Pardilla (58e) | Non invitée       |

#### Grands tours
| Grand tour           | Tour d'Italie | Tour de France | Tour d'Espagne        |
| -------------------- | ------------- | -------------- | --------------------- |
| Coureur (classement) | Non invitée   | Non invitée    | Sergio Pardilla (17e) |
| Accessits            |               |                | -                     |

### Classements UCI

#### UCI Africa Tour
L'équipe MTN-Qhubeka termine à la 1re place de l'Africa Tour avec 402,33 points. Ce total est obtenu par l'addition des points des huit meilleurs coureurs de l'équipe au classement individuel,.
| Rang | Coureur                    | Points |
| ---- | -------------------------- | ------ |
| 7    | Louis Meintjes             | 132,25 |
| 27   | Jacques Janse van Rensburg | 63,25  |
| 28   | Merhawi Kudus              | 62,25  |
| 38   | Tsgabu Grmay               | 49,33  |
| 53   | Jay Robert Thomson         | 39     |
| 77   | Linus Gerdemann            | 25     |
| 98   | Fregalsi Debesay           | 16     |
| 100  | Daniel Teklehaimanot       | 15,25  |
| 155  | Johann van Zyl             | 8      |
| 188  | Youcef Reguigui            | 4      |
| 209  | Adrien Niyonshuti          | 2      |

#### UCI Asia Tour
L'équipe MTN-Qhubeka termine à la 17e place de l'Asia Tour avec 571 points. Ce total est obtenu par l'addition des points des huit meilleurs coureurs de l'équipe au classement individuel,.
| Rang | Coureur                    | Points |
| ---- | -------------------------- | ------ |
| 39   | Merhawi Kudus              | 84     |
| 80   | Youcef Reguigui            | 48     |
| 148  | Jacques Janse van Rensburg | 25     |
| 177  | Kristian Sbaragli          | 19     |
| 206  | Louis Meintjes             | 15     |
| 245  | Dennis van Niekerk         | 12     |
| 259  | Martin Wesemann            | 11     |
| 348  | Tsgabu Grmay               | 6      |
| 353  | Johann van Zyl             | 6      |

#### UCI Europe Tour
L'équipe MTN-Qhubeka termine à la 27e place de l'Europe Tour avec 503 points. Ce total est obtenu par l'addition des points des huit meilleurs coureurs de l'équipe au classement individuel,.
| Rang  | Coureur                    | Points |
| ----- | -------------------------- | ------ |
| 57    | Kristian Sbaragli          | 170    |
| 103   | Gerald Ciolek              | 114    |
| 289   | Louis Meintjes             | 48     |
| 306   | Ignatas Konovalovas        | 44     |
| 376   | Merhawi Kudus              | 36     |
| 382   | Youcef Reguigui            | 35     |
| 402   | Andreas Stauff             | 31     |
| 466   | Sergio Pardilla            | 25     |
| 518   | Linus Gerdemann            | 20     |
| 610   | Daniel Teklehaimanot       | 15     |
| 1 057 | Jacques Janse van Rensburg | 2      |